# 바바라 고든

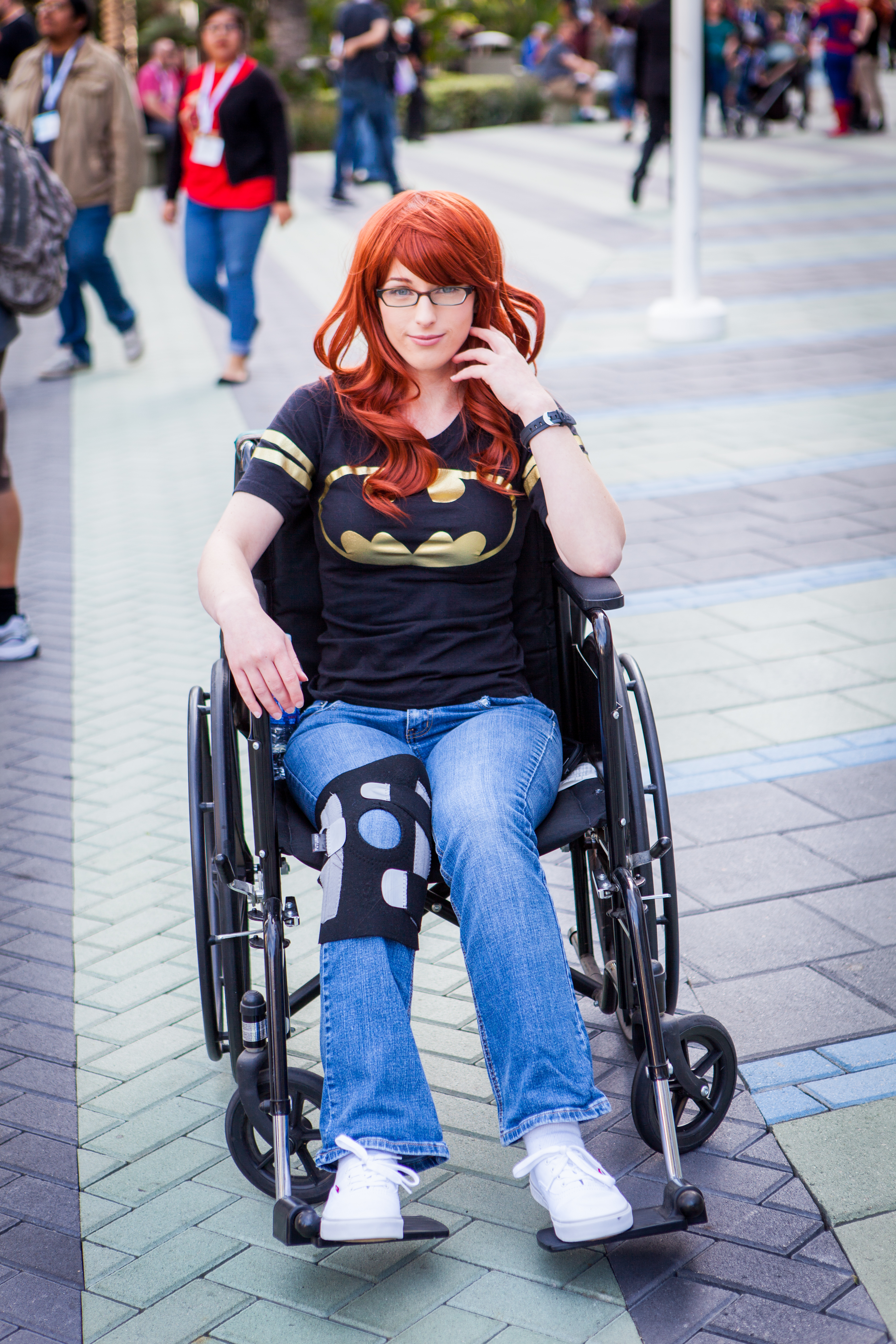

바바라 조앤 고든(Babara Joan Gordon)은 DC 엔터테인먼트 멀티미디어에 등장하는 슈퍼히어로로, 주로 슈퍼히어로 배트맨과 연관된다. 바바라 고든은 텔레비전 프로듀서인 윌리엄 도지어, 편집자 줄리우스 슈워츠, 작가 가드너 폭스, 만화 아티스트 카마인 인팬티노가 만들었다. 1960년대 《배트맨》 텔레비전 시리즈의 프로듀서인 도지어는 슈워츠에게 슈퍼히어로 배트맨의 새로운 여성 파트너를 만들어 출판과 동시에 시즌 3에 등장할 수 있기를 요청했다. 그 후 1967년 1월 폭스와 인팬티노가 만든 바바라 고든은 "The Million Dollar Debut of Batgirl!"이라는 제목의 디텍티브 코믹스 #359에서 베트걸로 코믹스에 데뷔했다. 같은 해 9월 시즌 3 시사회 "Enter Batgirl, Exit Penguin"에서 이본느 크레이그가 연기한 바바라가 TV 시리즈에 등장했다.
바바라 고든은 고담시 경찰청장 제임스 고든의 딸이며 제임스 고든 주니어와는 남매이다. 처음에는 고담시립도서관의 사서로 등장했다. 바바라 고든은 다양한 DC 코믹스 작품에 등장했지만 1975년에 데뷔한 배트맨 패밀리에서 두드러지게 활약했고 초대 로빈 딕 그레이슨과 파트너 관계를 맺었다. 바바라는 1988년, 《배트걸 스페셜》 #1에서 배트걸에서 은퇴하게 된다. 그래픽 노블 배트맨: 킬링 조크에서 조커가 무방비한 바바라에게 쏜 총이 척추에 맞았고 하반신 마비를 당했다. 바바라는 후속 스토리에서 기술 고문, 컴퓨터 전문가이자 정보 브로커인 오라클로 등장하게 되었다. 정보를 찾고 컴퓨터 해킹을 하며 다른 슈퍼히어로를 지원하는 귀중한 자산이 된 바바라는 수어사이드 스쿼드 #23(1989)에서 처음 오라클로 등장했고 이후 버즈 오브 프레이 시리즈의 주연이 되었다. 2011년 DC 코믹스의 리런치 뉴 52가 진행되면서 바바라는 수술 후 하반신 마비에서 회복하고 배트걸로 돌아왔다. 그 이후로 동명의 《배트걸》 월간 타이틀과 버즈 오브 프레이 등의 《배트맨》 작품군에 등장했다. 조커 워 이후 바바라는 부상에서 회복하는 동안 오라클로 활동했으며 2021년의 《[[인피닛 프론티어》 이벤트 중 하나로 배트걸과 오라클 둘 다로서 계속 활동할 것이다.
《배트맨》 TV 시리즈에 출연하는 것과 동시에 지속적인 언론 노출이 되면서 실버 에이지의 인기 코믹스 캐릭터가 되었다. 캐릭터는 버즈 오브 프레이가 출판되고 장애인의 아이콘이 되면서 모던 에이지에도 비슷한 인기를 누렸다. 바바라 고든은 주류 미디어에서 여성, 사서, 장애인의 역할에 관한 학문 분석의 주제기 되었다. 캐릭터의 하반신을 마비시켰던 킬링 조크는 만화 작가, 아티스트, 편집자, 독자 사이에서도 논쟁의 대상이었다. 만화 속 성 차별부터, 마법, 기술, 의학이 현실 세계을 뛰어넘는 가상 세계의 장애인 캐릭터의 장애의 가시성의 제한과 장애의 현실성까지 다양한 관점이 존재한다.
바바라 고든은 배트걸과 오라클 둘 모두로 텔레비전, 영화, 애니메이션, 비디오 게임 및 기타 상품 등의 다양한 배트맨 프랜차이즈에 등장다. 크레이그 말고도 디나 마이어와 제테 로렌스가 바바라 고든을 연기했다. 멜리사 길버트, 타라 스트롱, 다니엘 주도비츠, 앨리슨 스토너, 메이 휘트먼, 킴벌리 브룩스, 브리아나 쿠오코는 성우를 맡았다. HBO 맥스 시리즈 《타이탄즈 》의 세 번째 시즌에서 고담시의 새로운 경찰청장으로 서배나 웰치가 연기한 바바라 고든이 등장힌다. 레슬리 그레이스가 연기한 바바라 고든은 HBO 맥스 영화 《배트걸》을 통한 DCEU 솔로 영화 데뷔가 예정되어 있다. 2011년, 바바라 고든은 IGN의 "Top 100 Comic Book Heroes"에서 17위에 올랐다.

## 추가 문헌
- Brooker, Will. Batman Unmasked: Analyzing a Cultural Icon. Continuum International Publishing Group, 2001. ISBN 0-8264-1343-9
- Nolen-Weathington, Eric. Modern Masters Volume 3: Bruce Timm. TwoMorrows Publishing, 2004. ISBN 1-893905-30-6